# Bratuhin B–11
A B–11 (cirill betűkkel: Б–11) a Szovjetunióban az 1940-es évek második felében készített szállító helikopter, két egymás melletti főrotorral. Ez a gép volt az Ivan Bratuhin által vezetett OKB–3 tervezőiroda utolsó megépített gépe. Csak két prototípus készült belőle.

## Története
A B–11 elrendezésében és konstrukciójában az 1947-ben készült B–5 és B–10 típusú, két főrotoros helikopterekhez hasonlított. Mindegyik főrotort egy-egy AI–26 típusú csillagmotor hajtotta meg, amelyeket a rotorokat tartó szárny végén lévő áramvonalas burkolatba építettek. Két prototípusa készült. Az első 1948 júniusában, a másik szeptemberben repült először. A rotorlapátoknál nagy sebességnél azonban átesés jelentkezett, a helikopteren pedig vibrációt tapasztaltak. Emiatt az első géppel végzett próbarepüléseket megszakították és a földön próbálták kideríteni a vibráció okát, amíg a másik példánnyal korlátozott repülési próbákat végeztek ennek érdekében.
A második prototípus 1948. december 13-án a jobb oldali főrotor lapátjának törése miatt lezuhant, a kétfőnyi személyzet életét vesztette. Ezt követően a gépet áttervezték, nagyobb teljesítményű, AI–26GRF motorokat építettek be, majd 1949-ben újra kezdték a repülési próbákat. A rotorlapát átesésének problémája azonban újra jelentkezett. Bratuhin 1950 májusában módosította a rotort, és teljesen új, áttervezett rotorlapátokat alkalmazott. Az OKB–3 tervezőirodát azonban hamarosan megszüntették, a gép fejlesztését leállították.

## Műszaki adatai

### Geometriai méretek és tömegadatok
- Rotorátmérő: 10 m
- Üres tömeg: 3398 kg
- Maximális felszálló tömeg: 4150 kg

### Motor
- Típus: AI–26GRF héthengeres léghűtéses csillagmotor
- Száma: 2 db
- Maximális (felszálló) teljesítménye: 314 kW (550 LE)
- Névleges teljesítmény: 240 kW (420 LE)

### Repülési jellemzők
- Maximális sebesség: 155 km/h
- Utazósebesség: 124 km/h
- Hatótávolság: 328 km
- Szolgálati csúcsmagasság: 2550 m (lebegésben 1200 m)

## Külső hivatkozások
- A B–11 az Ugolok nyeba oldalán (oroszul)
- A Bratuhin helikopterek a cole.ru oldalon (oroszul)
- A B–11 részletes leírása az airspot.ru oldalon (oroszul)
- A B–11 leírása, fő műszaki adatai (fórum)[halott link] (oroszul)